# Incendio del nightclub The Station
L'incendio del nightclub The Station fu una tragedia mortale che si verificò nella sera di giovedì 20 febbraio 2003 a West Warwick, Rhode Island, durante un concerto del gruppo musicale statunitense Great White. 
Il fuoco venne causato accidentalmente da alcuni fuochi d'artificio innescati dal manager del gruppo, i quali si espansero rapidamente lungo le pareti del locale e il soffitto che circondava il palco, espandendosi nell'intero club in poco più di 5 minuti. Presi dal panico più totale, i presenti si precipitarono lungo il corridoio che conduceva verso l'uscita principale, ammassandosi e bloccando pesantemente l'evacuazione, nonostante fossero presenti anche altre uscite di sicurezza. Il fumo tossico, il forte calore e la rapida fuga verso le uscite portarono alla morte di 100 persone; 230 rimasero ferite e altre 132 riuscirono a fuggire illese. Molti dei sopravvissuti hanno sviluppato un disturbo da stress post-traumatico come conseguenza dell'incidente.
Fu il quarto evento mortale nella storia dei locali degli Stati Uniti d'America, con 100 persone, 96 delle quali perirono immediatamente nell'incendio e 4 successivamente nell'ospedale della zona. Tragedie simili provocate da incendi accidentali si sono verificate al República Cromañón di Buenos Aires, Argentina nel 2004, alla discoteca Kiss di Santa Maria, Brasile nel 2013, e al Colectiv di Bucarest, Romania nel 2015.
Dello Station, locale che ospitava regolarmente concerti di musica rock, non è rimasta alcuna traccia se non un memoriale improvvisato in cui sono state apposte diverse croci in memoria delle vittime della tragedia.

## Descrizione

Il momento in cui sono partite le fiamme (riprese di Brian Butler)

Le fiamme divamparono verso le 23:07 circa, poco dopo l'inizio del concerto del gruppo headliner della serata, i Great White, i quali si accingevano a eseguire la canzone d'apertura Desert Moon, dopo che un set di fuochi pirotecnici fu fatto partire dal loro manager, Daniel Biechele. Il fuoco iniziò a lambire quasi immediatamente la gommapiuma infiammabile predisposta per l'isolamento acustico. I fuochi d'artificio erano parte integrante dello show; ma fu soltanto quando le fiamme raggiunsero il soffitto e il fumo cominciò a propagarsi che la gente si rese conto di una situazione ormai fuori controllo. A venti secondi dalla conclusione degli effetti pirotecnici, la band aveva già smesso di suonare e il cantante Jack Russell annunciava al microfono, "Wooow... that's not good" (letteralmente «Wooow...questo non è buono!») e in meno di un minuto l'intero palco fu avvolto dalle fiamme. Anche se c'erano quattro uscite disponibili, la maggior parte della gente si riversò, naturalmente, verso l'ingresso principale, probabilmente bloccato.
La fuga precipitosa e improvvisa che seguì in quell'inferno provocò un'ostruzione del corridoio che conduceva all'entrata principale, bloccandola del tutto con conseguente schiacciamento delle persone verso il portellone d'uscita, che fu causa di decesso da lesioni per molti tra i membri dello staff e il pubblico, stimato in oltre 400 unità ed eccedenti di un terzo i limiti ufficiali di capienza massima del locale. Approssimativamente un quarto dei presenti morì per le ustioni o dalle inalazioni di fumo, oltre che schiacciati dalla calca, e la metà subì danni permanenti. Tra coloro che perirono nell'incendio, c'era anche il chitarrista del gruppo, Ty Longley.
Gli inizi dell'incendio furono registrati in una videocassetta da Brian Butler, cineoperatore in servizio per l'emittente locale WPRI–TV, recatosi sul posto, ironia della sorte, per una ripresa prevista sulla sicurezza dei nightclub, come segnalato da Jeffrey Derderian, uno speaker della WPRI e anche proprietario di una parte dello Station. Il rapporto era stato ispirato dalla fuga precipitosa dal "Chicago", un altro nightclub nel quale avevano perso la vita 21 persone appena quattro giorni prima. Butler, comprensibilmente agitato, riuscì a fare un resoconto della tragedia a cui assistette:
At first, there was no panic. Everybody just kind of turned. Most people still just stood there. In the other rooms, the smoke hadn't gotten to them, the flame wasn't that bad, they didn't think anything of it. Well, I guess once we all started to turn toward the door, and we got bottle-necked into the front door, people just kept pushing, and eventually everyone popped out of the door, including myself.
That's when I turned back. I went around back. There was no one coming out the back door anymore. I kicked out a side window to try to get people out of there. One guy did crawl out. I went back around the front again, and that's when you saw people stacked on top of each other, trying to get out of the front door. And by then, the black smoke was pouring out over their heads.
I noticed when the pyro stopped, the flame had kept going on both sides. And then on one side, I noticed it come over the top, and that's when I said, "I have to leave". And I turned around, I said, "Get out, get out, get to the door, get to the door!" And people just stood there. 
There was a table in the way at the door, and I pulled that out just to get it out of the way so people could get out easier. And I never expected it take off as fast as it did. It just—it was so fast. It had to be two minutes tops before the whole place was black smoke.»
Inizialmente non c'era panico. Tutti continuavano tranquillamente. La maggior parte della gente stava ancora lì. Nelle altre stanze, il fumo non si era ancora propagato e le fiamme non sembravano così pericolose, per cui i presenti non avevano subito compreso il pericolo. Be', immagino che tutti ci siamo diretti verso la porta principale e così facendo si è ottenuto un imbottigliamento davanti alla porta, la gente continuava spingere e alla fine tutti siamo stati tutti spinti fuori, me compreso.
Sono riuscito a tornare indietro. Non c'era nessuno che venisse verso l'ingresso posteriore. Ho dato dei calci verso l'esterno a una finestra per vedere se si potesse ottenere uscire da lì. Un tipo ci è riuscito. Sono tornato di nuovo indietro alla parte anteriore, quella che avete visto quando la gente si accalcava a vicenda, provando ad uscire dal portello anteriore; il fumo nero stava già fuoriuscendo sopra le loro teste.
Ho notato che, quando i fuochi sono finiti, le fiamme avevano già lambito entrambi i lati. E allora, quando mi sono accorto che salivano verso l'alto, mi sono detto: "Devo andarmene!" e ho gridato "Uscite, uscite... raggiungete la porta, raggiungete la porta!" ma la gente stava ancora lì ferma.
C'era un tavolo che bloccava l'uscita e che ho tolto per far sì che qualcuno potesse raggiungerla più facilmente. Non avrei mai pensato che accadesse così facilmente e in fretta, ed invece così è stato. È stato tutto molto veloce. Saranno passati solo due minuti prima che il locale fosse invaso completamente da quel fumo nerissimo.»

## Postumi
Due giorni dopo la tragedia, i membri fondatori del gruppo, Jack Russell e Mark Kendall, accompagnati dal loro rappresentante legale Ed McPherson, si presentarono al Larry King Live con tre sopravvissuti all'incendio e il padre di Ty Longley, il chitarrista morto tra le fiamme, per discutere di come tale incidente abbia inciso sulla loro vita.
Il 22 luglio 2003 si tenne uno speciale concerto di beneficenza in memoria delle vittime, a Colorado, dove viveva il deceduto Ty Longley, in cui suonarono Great White, L.A. Guns e XYZ. 
Negli anni i Great White hanno proseguito con i propri tour e, all'inizio di ogni concerto, recitano una preghiera per gli amici e le famiglie toccate dalla tragedia di quella notte fatale. La band ha dichiarato che non avrebbe mai più suonato Desert Moon (il brano con cui avevano aperto il concerto quella tragica sera). «Non penso di essere in grado di cantare ancora quella canzone», ha sostenuto Russell. Kendall ha invece dichiarato: «Non abbiamo più suonato quella canzone. Troppe cose sono difficili da dimenticare di quella notte e quella canzone ce le ricorda terribilmente. Non l'abbiamo suonata da allora e probabilmente non lo faremo mai più.». Tuttavia la band ha ripreso a suonare il brano a partire dal 2008.
La vicenda dell'incendio è stata ritratta in maniera immaginaria durante l'episodio Il concerto maledetto della quattordicesima stagione della serie televisiva Law & Order.
Nell'agosto 2016 il luogo è ritornato al centro di alcune polemiche dopo che, nel punto in cui sorge il memoriale per le vittime, è stato posto uno dei PokéStop del videogioco Pokémon Go, scatenando le reazioni dei parenti delle vittime.

## Indagini

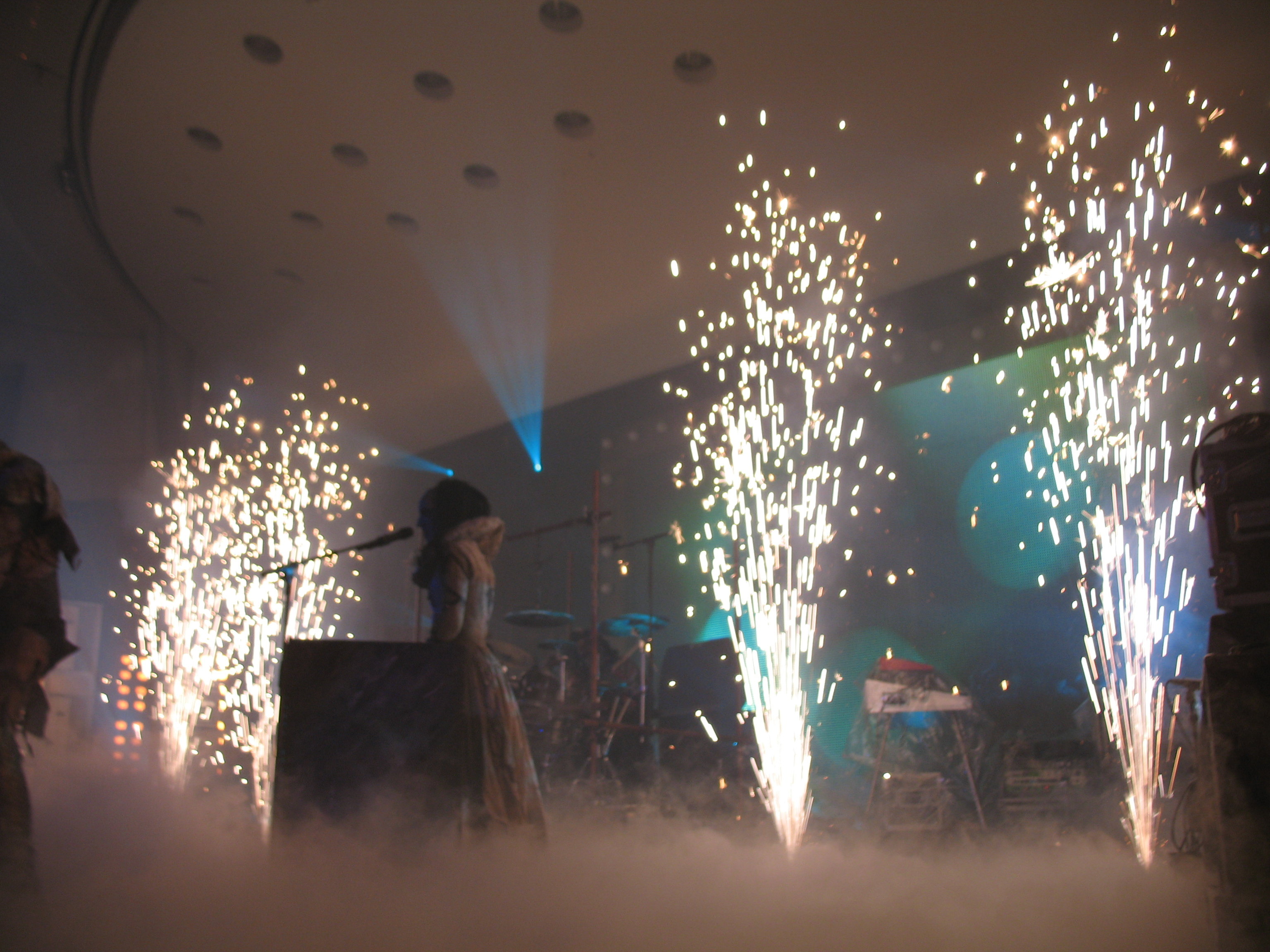
Esempio di fuochi pirotecnici da concerto

L'impianto predisposto per gli effetti pirotecnici era basato da dispositivi cilindrici progettati per produrre uno spruzzo controllato delle scintille, con un controller programmato per l'uso di due numeri: uno per quanto lontano le scintille volano e l'altro per quanto tempo l'effetto dura. Biechele confidava nell'uso del 15 di 15, che era il getto di scintille di 15 piedi per 15 secondi. Tre di quello stesso calibro, ad angoli di 45 gradi, insieme a quello centrale puntato verso l'alto, completavano il set studiato per quella notte. L'impianto venne ritenuto opportuno per l'uso interno riferito ad un pubblico vicino, purché tutte le precauzioni adeguate venissero osservate.
Un'indagine del NIST sul fuoco, usando simulazioni su di un elaboratore e un modello della zona della pista da ballo, ha concluso che un sistema di polverizzazione avrebbe contenuto con successo il fuoco, in modo da dare tutto il tempo sufficiente alla gente di poter uscire con sicurezza. Tuttavia, a causa della relativa vetustà del locale (edificato nel 1946) e del suo formato (4.484 piedi quadrati), per The Station non era previsto un sistema di polverizzazione, e quindi non ne era stato dotato di uno. Inoltre, i modelli indicano che le vie d'entrata al nightclub avevano una rampa ostruita, cosa che impedì il deflusso di una via d'uscita diritta verso il portello. Nell'abbandonare la costruzione, una via avrebbe dovuto condurre verso destra e l'altra verso sinistra perché l'edificio fu costruito per avere due sensi di scorrimento paralleli al corrimano di entrata.
I ricercatori hanno rilevato che il materiale di gomma piuma che era stato installato dietro la band era infiammabile. La gomma piuma era di un genere destinato ad uso imballaggio e non per le strutture del suono, inoltre non sarebbe stata trattata con i materiali ignifughi utilizzati generalmente per l’acustica. I testimoni all'incendio hanno segnalato che una volta contagiata dalle fiamme la gomma piuma ha bruciato con una velocità di circa un piede al secondo. Attraverso i loro avvocati, i proprietari del locale hanno fatto sapere che essi non avevano dato il permesso alla band di usare i fuochi pirotecnici. I membri del gruppo hanno smentito, affermando di aver avuto il permesso.
Nei giorni seguenti all'incendio, si osservò una gara considerevole nel tentativo di attribuirsi la colpa a vicenda, da parte della band, dei proprietari del nightclub, dei fornitori del materiale della pirotecnia e della gomma piuma, e dei promotori del concerto. Il 9 dicembre 2003, Jeffrey A. e Michael A. Derderian, i due proprietari del nightclub dello Station e Daniel M. Biechele, l'ex road-manager dei Great White, sono stati caricati della responsabilità per 200 casi di omicidio colposo (omicidio colposo involontario) - due per ogni morte. Tutti e tre chiesero di essere esentati dal carico delle spese. I Derderian, inoltre, furono multati di 1.07 milioni di dollari per non aver rinnovato l’assicurazione ai loro impiegati, quattro dei quali perirono tra le fiamme. Il 14 novembre 2005, gli avvocati dei Derderian chiesero alla giuria di dichiarare la sospensione di ogni spesa verso i loro clienti, a causa di un fax di vitale importanza per il processo e mai potuto osservare. Il fax, trasmesso anonimamente ai procuratori, dal commesso Barry Warner dell'American Foam Corporation, parlava della politica della loro azienda, dove avvertiva i clienti dei rischi dei relativi prodotti di gomma piuma, compresa l'infiammabilità.

### Sentenza Biechele
Il primo processo penale doveva essere a carico dell'allora tour-promoter dei Great White, Daniel Michael Biechele, ventinovenne di Orlando, Florida. Tale processo doveva tenersi il 1º maggio 2006, ma l’accusatore, supplicato da Biechele (contro il parere dei suoi stessi avvocati), il 7 febbraio 2006, ammise i 100 conteggi per l'omicidio colposo involontario in un grande sforzo "di portare la pace e dal desiderio di finire con questo", disse. Sotto l'accordo della richiesta di patteggiamento raggiunto con i procuratori, ciò poteva portare Biechele fino a 10 anni di prigione.
Il 10 maggio 2006, il procuratore dello Stato, Randall White, ha chiesto alla corte di sentenziare a Biechele 10 anni di prigione, il massimo richiedibile, citando gli incidenti mortali evidenti del fuoco allo Station, e della necessità trasmettere un messaggio recepibile da tutti onde evitare in futuro la ripetizione di casi analoghi. Potendo parlare in pubblico per la prima volta durante l'espletamento della sua prova, Biechele ha osservato un atteggiamento conforme al suo pentimento durante tutto il processo. Soffocando le rotture emozionali, ha rilasciato questa dichiarazione alla corte ed alle famiglie delle vittime: 
Con il procedere della sentenza dopo 30 minuti, Biechele ha accettato la responsabilità del suo crimine. Il giudice superiore Francis J. Darigan della corte ha sentenziato per Biechele 15 anni di carcere, di cui 4 al servizio della collettività e 11 anni di sospensione, più tre anni di prova, nel ruolo sociale di addetto antincendio in altri nightclub. Con un buon comportamento, Biechele sarebbe stato liberato in prova per il settembre del 2007. Il Giudice Darigan ha considerato per la sua decisione, che risulta altamente improbabile che l'imputato torni a reiterare quelle stesse azioni e che, fra i fattori che lo hanno portato ad attenuare la sua decisione, ha influito la condotta e l'atteggiamento maturo tenuto dall'imputato. La frase ha generato un mix di reazioni nel Tribunale. Molte delle famiglie hanno creduto che la punizione fosse giusta; considerando il sincero pentimento per quel che Biechele aveva fatto. Tuttavia, molte dopo la sentenza, sono state le reazioni isteriche di chi aveva perso i suoi cari.

### Processo contro i proprietari del nightclub
Mentre la Sezione dei lavori della giuria stava procedendo, nel secondo processo penale contro i proprietari del nightclub, Jeffrey e Michael Derderian, ha fatto colpo la richiesta dei due interessati, ai procuratori, che vorrebbero Michael Derderian ad una condanna minima di quattro anni in una prigione di sicurezza e una pronuncia a 10 anni per Jeffrey Derderian sospesa in cambio di 500 ore di servizio alla comunità.
Ciò ha oltraggiato le famiglie delle vittime del fuoco del nightclub, che hanno dichiarato che la giustizia non era stata fatta sul caso. Inoltre sono stati oltraggiati per aver dovuto sentire le notizie dai relatori anziché dal General-Lowyer del Rhode-Island, Patrick Lynch, che stava tentando di raggiungere le famiglie per dire loro che un accordo sulla richiesta era stato raggiunto.